# Genicanthus semifasciatus
Genicanthus semifasciatus es una especie de pez marino perciforme y pomacántido. 
Su nombre común en inglés es Japanese swallow, o Golondrina japonesa.
Es una especie generalmente común en su rango de distribución geográfica, y con poblaciones estables. Raramente exportada para el mercado de acuariofilia.

## Morfología
Es un pez ángel típico, con un cuerpo corto y comprimido lateralmente, y una pequeña boca, con dientes diminutos rematados como cepillos. La aleta caudal está acabada en forma de lira, y los machos, de adultos desarrollan filamentos largos en sus ángulos.
Tienen 15 espinas dorsales, de 15 a 16 radios blandos dorsales, 3 espinas anales y 17 radios blandos anales.
La coloración varía mucho según el sexo. El macho tiene un patrón de rayas estrechas negras, en la parte superior del cuerpo, con la coloración base del cuerpo, las aletas dorsal, anal y caudal, en color grisáceo. Tiene una amplia mancha amarilla distintiva en la cabeza, cubriéndole los ojos, que se extiende horizontal y estrechándose hasta medio cuerpo.
Los especímenes hembra carecen de rayas y tienen la coloración de cuerpo y aletas en tonalidad azul claro. Tiene una barra vertical negra detrás del ojo, y otra paralela justo encima de su aleta pectoral. La aleta dorsal es amarillenta. La aleta caudal cuenta en su base y sus márgenes superior e inferior con rayas negras, y su coloración es azul claro. 
Los machos, que son mayores que las hembras, miden hasta 21 centímetros de largo.

## Hábitat y comportamiento
Es una especie asociada a arrecifes y clasificada como no migratoria. Normalmente ocurren en arrecifes rocosos y coralinos exteriores.
Se les ve en harenes de un macho con varias hembras, en grupos de 3 a 7 individuos. 
Su rango de profundidad es entre 15 y 100 metros, aunque más recientemente, otros autores reseñan localizaciones hasta los 200 m de profundidad.

## Distribución geográfica
Se distribuye en el océano Pacífico, desde el sur de Japón, las islas Ryukyu, Izu y Ogasawara, Filipinas y Taiwán.

## Alimentación
El pez ángel cola de golondrina se alimenta principalmente de zooplancton a varios metros sobre el fondo.

## Reproducción
Esta especie, como toda la familia, es dioica y ovípara. La fertilización es externa. Son hermafroditas protogínicos monándricos, lo que significa que los órganos genitales femeninos maduran antes que los masculinos, siendo todos hembras de juveniles, y, evolucionando a macho los ejemplares mayores, que forman su harén con varios ejemplares hembras. La monandría supone que las hembras pueden tener simultáneamente un solo macho.
Alcanzan la madurez con 9,3 cm de largo. Su nivel de resiliencia es alto, doblando una población en menos de 15 meses.